# Gustav Schwalbe
Gustav Albert Schwalbe, född 1 augusti 1844 i Quedlinburg, död 23 april 1916 i Strassburg, var en tysk anatom.
Schwalbe blev 1866 medicine doktor i Bonn, docent 1870 i Halle an der Saale och 1871 i Freiburg im Breisgau, e.o. professor i Leipzig 1871 samt ordinarie anatomie professor 1873 i Jena, 1881 i Königsberg och 1883 i Strassburg.
Schwalbe utgav en mängd avhandlingar inom anatomin och antropologin. Hans läroböcker Lehrbuch der Neurologie (1881) och Lehrbuch der Anatomie der Sinnesorgane (1886) tillhörde sin tids allra bästa i sitt slag. Bland hans antropologiska arbeten märks Studien über Pithecanthropus erectus (1899), Der Neanderthalschädel (1901) och Die Vorgeschichte des Menschen (1904). Dessutom redigerade han "Jahresbericht für die Fortschritte der Anatomie und Entwicklungsgeschichte" (från 1897) och "Zeitschrift für Morphologie und Anthropologie" (från 1899). Han blev ledamot av Fysiografiska sällskapet i Lund 1896, av Vetenskapssocieteten i Uppsala 1905, av Kungliga Vetenskapsakademien 1906 och var hedersledamot av Svenska Läkaresällskapet.